# Fase Clasificatoria Apertura y Clausura (Chile)
La Fase Clasificatoria de los torneos de Apertura y Clausura en Chile determina que equipos avanzan a playoffs y como se establece la localía en los emparejamientos según la modalidad de campeonatos estilo mexicano que adoptó el fútbol chileno a partir del 2002, con las excepciones del Apertura 2007 y 2010.
Si bien se trata de una instancia eliminatoria de dichos torneos, actualmente la obtención del liderato del Apertura y Clausura posee la equivalencia de lo que otrora significaba para un club apoderarse de las liguillas Pre-Libertadores y Pre-Sudamericana, debido a que el ganador de la Fase Clasificatoria del Apertura ingresa directamente a Copa Sudamericana y el líder de la Fase Clasificatoria del Clausura clasifica a Copa Libertadores como Chile 3 (Denominado de esa forma por ser el tercer equipo chileno participante en el torneo continental). Adicionalmente, el equipo que resulta segundo en la Fase regular del Apertura disputa una definición por el tercer cupo nacional a Copa Sudamericana con el subcampeón de Copa Chile.

## Ganadores Fase Clasificatoria
| Torneo          | Ganador Fase Clasificatoria  |
| Apertura 2002   | Colo-Colo                    |
| Clausura 2002   | Cobreloa                     |
| Apertura 2003   | Cobreloa                     |
| Clausura 2003   | Colo-Colo                    |
| Apertura 2004   | Cobreloa                     |
| Clausura 2004   | Universidad Católica         |
| Apertura 2005   | Universidad Católica         |
| Clausura 2005   | Universidad Católica         |
| Apertura 2006   | Colo-Colo                    |
| Clausura 2006   | Cobreloa                     |
| Apertura 2007   | Sin fase regular ni playoffs |
| Clausura 2007   | Audax Italiano               |
| Apertura 2008   | Ñublense                     |
| Clausura 2008   | Universidad de Chile         |
| Apertura 2009   | Unión Española               |
| Clausura 2009   | Universidad Católica         |
| Campeonato 2010 | Sin fase regular ni playoffs |
| Apertura 2011   | Universidad Católica         |
| Clausura 2011   | Universidad de Chile         |
| Apertura 2012   | Universidad de Chile         |
| Clausura 2012   | Colo-Colo                    |

## Ganadores Fase Clasificatoria y campeones del torneo
| Torneo        | Ganador Fase Clasificatoria y campeón |
| Apertura 2003 | Cobreloa                              |
| Clausura 2005 | Universidad Católica                  |
| Apertura 2006 | Colo-Colo                             |
| Clausura 2011 | Universidad de Chile                  |
| Apertura 2012 | Universidad de Chile                  |

## Lideratos por equipos en Fase Clasificatoria
| Equipo               | Fases clasificatorias |
| Universidad Católica | 5                     |
| Colo-Colo            | 4                     |
| Cobreloa             | 4                     |
| Universidad de Chile | 3                     |
| Audax Italiano       | 1                     |
| Ñublense             | 1                     |
| Unión Española       | 1                     |

## Equipos invictos en Fase Clasificatoria
| Torneo        | Equipo               |
| Clausura 2005 | Universidad Católica |
| Clausura 2011 | Universidad de Chile |

## Mejor rendimiento histórico Fase Clasificatoria
| Equipo               | Torneo        | Puntos    | Rendimiento |
| Universidad Católica | Clausura 2005 | 49 puntos | 86%         |